# تونینو دلی کلی
تونینو دِلّی کُلّی (ایتالیایی: Tonino Delli Colli؛ ۲۰ نوامبر ۱۹۲۳ – ۱۶ اوت ۲۰۰۵) فیلم‌بردار اهل ایتالیا است.
وی پسرعموی فیلم‌بردار ایتالیایی فرانکو دلی کلی است.
از فیلم‌هایی که وی در آن‌ها نقش داشته است، می‌توان به حکایت‌های ناپسند، پدر عزیز، مرد سال، مرد هوسران، تا زمانی که ازدواج یکی‌مان کند، خوب، بد، زشت، روزی روزگاری در غرب، روزی روزگاری در آمریکا، ماه تلخ، لاکومب، لوسین، نام گل سرخ، آکاتونه، ماما روما، انجیل به روایت متی، دکامرون، افسانه‌های کانتربری، ماریانا اوکریا، سالو یا ۱۲۰ روز در سودوم، کلبه ساحلی، فرشته سپید، من خوش‌عکسم، یک داستان ساده، راهبهٔ مونتزا و زندگی زیباست اشاره نمود.